# Horisme scotosiata
Horisme scotosiata är en fjärilsart som beskrevs av Achille Guenée 1858. Horisme scotosiata ingår i släktet Horisme och familjen mätare. Inga underarter finns listade i Catalogue of Life.